# 汉都亚

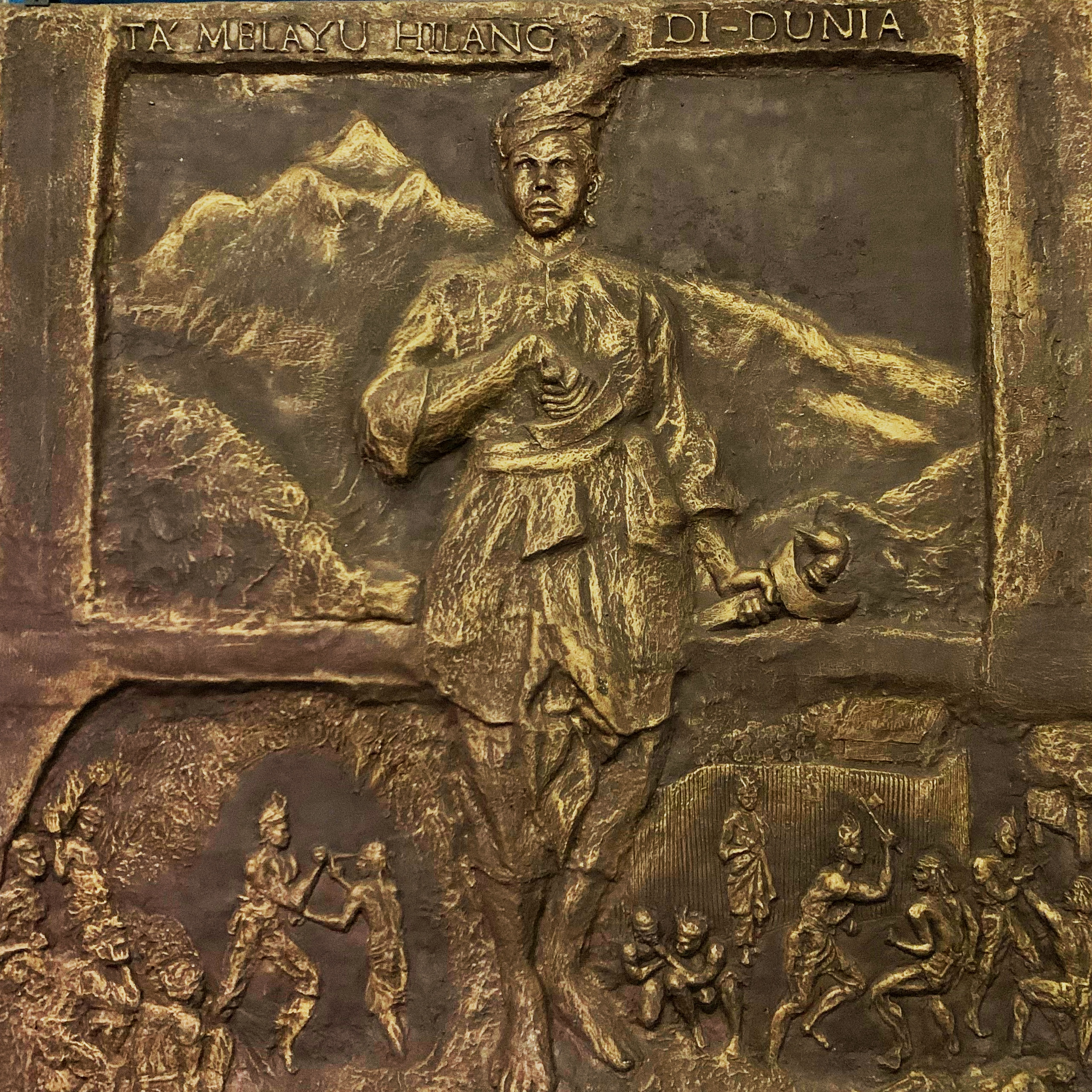
汉都亚

汉都亚（爪夷文：هڠتواه； 又譯韓都亞、杭圖亞；福建話：hāng tōa ê / 項大兮）是15世紀時马六甲王朝的著名的海军統帥，也是一位傳說中的武士。他是海军統帥中最能幹的，對國王無比忠誠，也被認為是馬來西亞歷史上最偉大的席拉大師之一。但近代以来，汉都亚存在的真实性遭到质疑。

## 汉都亚的生平
據記載，韩都亚在公元1444年左右出生於甘榜雙溪杜容（Kampung Sungai Duyong）。他的父親名為韩马幕（Hang Mahmud），他的母親是 丹美凤。韩马幕就是一位马六甲可靠的堡壘戰士。
相传他小时候和朋友汉布德一起击败海盗。不久後他得到当时的马六甲苏丹慕扎法沙（Sultan Muzzafar Shah，第五代苏丹）的赏识，並给予他出任海军統帥（laksamana）的職位。據記載他為人很具有正义感，在苏丹慕扎法沙任期间，打击海盗的行动得到好评。
有一天，一班人在宰相的村子附近橫衝直撞。宰相敦霹靂帶同一班保鑣對此事進行調查，遭到了攻擊，保鑣們逃逸。可是漢都亞和他的朋友碰巧在附近擺攤時，看到發生了什麼事，趕到救敦霹靂。他們跟那班橫衝直撞的人搏鬥並把他們全都殺了。敦霹靂對漢都亞和他的朋友們的勇氣和敏捷感到驚奇，敦霹靂獎勵他們每人一套衣服，並任命他們為指揮官，帶他們到自己的家和工作的宮殿。他們還引介他们到蘇丹慕扎法沙御前，让他們成了馬六甲歷史上一個眾所周知的傳奇。
漢都亞的傑出事業生涯包括當了海軍統帥，以及他對蘇丹絕對和堅定的忠誠。他的故事記載在馬來紀年（一部包括神話、傳說、史實的著作）和漢都亞傳（一部傳奇故事集）。
漢都亞成了蘇丹固定的助手后，伴隨蘇丹出國進行正式訪問。一次訪問滿者伯夷（Majapahit）期間，漢都亞与著名戰士大明沙利（Taming Sari）進行一場決鬥。經過殘酷的戰鬥，漢都亞成了贏家。漢都亞發現大明沙利一點傷也沒有，他知道那把馬來短劍能使他刀槍不入，於是漢都亞從大明沙利搶去大明沙利马来短剑並殺死他。滿者伯夷的統治者把那把大明沙利馬來短劍（Taming Sari）賜給他。這把馬來短劍以其原來的主人大明沙利命名，並聲稱是這把馬來短劍有神奇力量，賦予它的主人身體刀槍不入。
漢都亞還擔任蘇丹的大使，代表蘇丹出使各盟國。另一個關於漢都亞對蘇丹忠誠的傳奇故事記載在漢都亞傳，並涉及他訪問因陀羅補羅（Indrapura）或彭亨的行程。蘇丹派漢都亞到彭亨說服已訂婚的公主敦蒂惹（Tun Teja），成為蘇丹的伴侶。敦蒂惹以為漢都亞來說服她嫁給他，而不是蘇丹，並同意與他一起私奔到馬六甲。在回程中漢都亞透露他欺騙敦蒂惹。
漢都亞傳和馬來紀年對這事有不同的記載。 漢都亞傳記載漢都亞勸敦蒂惹與他一起私奔，從而欺騙她。然而，馬來紀年卻說是另外一個戰士漢納丁（Hang Nadim）欺騙敦蒂惹。
也許最有名的故事，是關於漢都亞和他最親密的童年伴侶漢惹拔的鬥爭。 漢都亞對蘇丹至深的忠誠和受蘇丹的愛戴導致謠言廣泛流傳。說漢都亞跟蘇丹一個宮女有不正當的婚外情。 蘇丹對漢都亞被指控的罪行未經審判就判了他死刑。可是死刑從來沒有執行，因為漢都亞的劊子手宰相敦霹靂，違抗了蘇丹的命令，把漢都亞隱藏在馬六甲一處偏遠地區的森林，大家相信漢都亞已經被蘇丹不公正地謀殺了。
漢惹拔被蘇丹任命為海軍統帥，以代替漢都亞和把大明沙利馬來短劍授予漢惹拔。漢惹拔作為漢都亞一個親密的朋友，認為漢都亞已被虐待，並已在死囚的牢房。漢惹拔（根據漢都亞傳）或漢卡斯都里（根據馬來紀年）和汉布德向蘇丹煽動叛亂，並控制了王宮，想暗杀苏丹满速沙。苏丹满速沙無法阻止他，因為沒有一個戰士或馬六甲的指揮官敢於挑戰的更兇猛和熟練的漢惹拔（或漢卡斯都里）因為大明沙利馬來短劍已經在手。宰相然後告知蘇丹，只有一個人能阻止漢惹拔，就是漢都亞。蘇丹馬末沙不得不逃離，投靠在宰相家裡。當時，他是真的很後悔，殺害了無辜的漢都亞。這時宰相告訴漢都亞還活著。於是漢都亞後來被召回，並給予充分的指示殺死漢惹拔。經過7天的艱苦戰鬥，漢都亞最終成功用大明沙利馬來短劍殺死了漢惹拔。汉都亚也因为杀死漢惹拔的功劳，被苏丹封回海軍統帥的职位，并被赐予御剑，地位仅次于宰相。他的儿子成为苏丹的义子，之后又封他为麻坡的「拉惹」。
在這個悲傷的戰鬥中，漢惹拔試圖捍衛他的那些已經被污衊朋友們。然而，漢都亞幫助蘇丹判刑前，沒有任何理由。雖然阿布•伯克爾 （Abu Bakr Siddiq r.a.）也對穆斯林說，如果他是有罪的，人們可以拋棄他。事實證明，錯誤的是漢都亞不認為真主比蘇丹是更強大，漢惹拔也沒有人試圖查明真相。這一悲劇到現在為止在馬來人之間仍然有爭議。
值得注意的是，漢都亞的故事的細節在漢都亞傳和馬來紀年又有了不同的記載。根據漢都亞傳，只有漢惹拔一人報殺友之仇。但根據馬來紀年，報仇的是漢卡斯都里。馬來紀年獨特之處在於它是記載十五到十六世紀初馬來蘇丹國歷史唯一可信的來源。但漢惹拔的故事，更傳奇、更受歡迎。
漢惹拔去世後，漢都亞繼續為馬六甲服務，带领马六甲进入“黄金时期”。後來，漢都亞奉蘇丹馬末沙之命追求傳說中的金山公主（Puteri Gunung Ledang），她叫金山公主因為她住在馬六甲和柔佛邊境的金山。據傳說，公主見了漢都亞，她要滿足以下一系列的要求才答應嫁給蘇丹。該清單包括（一）建一條連接金山和馬六甲的金橋；（二）建一條連接金山和馬六甲的銀橋；（三）準備七盤蚊子的心臟；（四）準備七盤小蟲的心臟；（五）準備七瓶處女的眼淚；（六）準備一瓶嫩檳榔水；（七）準備一碗蘇丹的血；和（八）準備一碗蘇丹之子拉惹阿末（Raja Ahmad）的血。 漢都亞知道這個任務根本不能完成，他只會讓蘇丹失望。他把他的馬來短刀拋到河裡，並發誓他永不返回馬六甲，除非馬來短刀再浮起來，結果它從來沒有再浮起來。也有人說，他已經在空氣中消失了。
汉都亚传中，他最痛心的是沒有参与1511年的马六甲围城战，为了弥补这个缺陷，之后汉都亚成为反抗葡萄牙最坚强的勇士，使得葡军闻风丧胆，他一直作战到1526年阵亡，这段故事使他成为马来人的民族英雄。但根據其他記載，漢都亞隱居在巨港原住民部落到老年，1475年汉都亚在马六甲去世。他的遺體被認為葬在馬六甲，今天在馬六甲丹絨克林（Tanjung Kling）仍然看到他的墳墓。

## 文化遺產
在馬來西亞漢都亞仍然是一個非常流行的傳說，體現那時候馬來上層階級的文化的價值，對統治者的效忠和忠誠是最重要的，高於一切。雖然它的歷史準確性仍然有爭議，傳說中漢都亞及漢惹拔間悲慘的友誼是一個悖論，關係到忠誠和正義，這仍然馬來歷史和文學學生間一個爭論的焦點。支持漢都亞的人認為，這是因為漢惹拔不服從蘇丹。要是他在宮廷中繼續搗亂， 馬六甲更多無辜的人會被殺。漢都亞殺死漢惹拔的行動被視為對殺人犯執行死刑的行為。
汉都亚最著名也最常被引用的話是“Takkan Melayu Hilang di Dunia”，意思是「馬來人永不會在世界上消失」。這句話也是馬來民族主義者常常呼喊的口號。

## 漢都亞傳
《漢都亞傳》（Hikayat Hang Tuah）是馬來人的史詩故事，詳細描繪當時的情況。漢都亞傳已被研究人員認為是馬來人面臨的三次的盛衰--黃金時代和衰落。。
漢都亞是否確實存在，還是只是單純的神話有爭議。這是由於漢都亞傳涵蓋的時間相當長。此外，還有關於漢都亞史詩的故事情節不同書籍有不同記載。
這並不是一個主要問題，過去不少人物都是這樣，類似的問題也存在於英國的亞瑟王和傳奇人物羅賓漢。
另外有一個說法，根據歷史學者的推斷，Hang Tuah與其他名字帶有Hang開頭的人物都極有可能是明朝福建閩南一帶往南洋遷移的漢人，＂Hang＂是＂洪＂氏（閩南語發音＂Ang＂）；＂Tuah＂是閩南語＂大＂的發音，Hang（Ang）Tuah（洪大）是閩南人對洪姓首領（或者＂老大＂）的一種稱呼，與Hang（Ang）Jebat和其他名字帶有Hang（Ang）的人物同為洪氏一族。洪氏一族把五形拳傳入南洋各地並演變而成後來的南洋武術席拉。

## 漢都亞在流行文化
漢都亞在馬來西亞的流行文化是一個突出而傳奇色彩的人物，他的故事已被改編成多部電影。這些電影比較有名的包括比·南利（页面存档备份，存于）主演的漢都亞，由比南利飾演漢都亞，和金山公主 （页面存档备份，存于），由M．納西爾飾演漢都亞。 1995年，阿齊茲•奧斯曼的電影XX Ray 2 （页面存档备份，存于），講述現代科學家被送回漢都亞的時代。漢都亞（由賈拉勒丁•哈桑飾演）在影片中，漢都亞從科學家得到「馬來人永不會在地球上消失」的引文。另一部電影是1990年的馬來西亞電影都亞，漢都亞由Jamal-Abdillah飾演。

## 以漢都亞而得名的地方和事物

### 在馬來西亞
馬來西亞有四條道路被命名為漢都亞路（Jalan Hang Tuah ）：在吉隆坡、怡保、馬六甲和柔佛麻坡的塔曼哈利迪巴魯（Taman Khalidi Bahru）都有漢都亞路（Jalan Hang Tuah ）
馬來西亞皇家海軍一艘護衛艦命名為漢都亞號。
馬六甲沿著漢都亞路的地帶已更名為漢都亞購物中心和推廣作為一個旅遊勝地。
一個吉隆坡單軌火車車站被命名為漢都亞站。
馬六甲有漢都亞再也。

### 在印度尼西亞
在印尼幾條街道被命名為漢都亞路，分別在巴東、巨港、北干巴魯（Pekan Baru）、棉蘭、雅加達和巴厘島的沙努爾。
在泗水有漢都亞大學。
在印尼東爪哇有諫義里漢都亞帆船國民中學。
印尼海軍的一艘護衛艦命名為漢都亞號。

### 在菲律賓
在菲律賓巴丹群島省的一個城鎮/發展區命名為巴丹漢都亞，

## 外部連結
- 中華百科全書：韓都亞 （页面存档备份，存于）
- 1957年邵氏製作的馬來語電影汉都亚 （页面存档备份，存于）
- 馬來西亞语言文化局出版的汉都亚傳部分內容中譯 （页面存档备份，存于）
- 汉都亚傳：馬來史詩和穆斯林的鏡子 （页面存档备份，存于）